# 단사 사상
범주론에서 단사 사상(單射寫像, 영어: monomorphism)은 두 사상의 등식에서 왼쪽에 합성되어 있을 때, 소거할 수 있는 사상이다. 전사 사상의 반대 개념이다.

## 정의
범주 {\displaystyle {\mathcal {C}}}의 사상 {\displaystyle f\colon X\to Y}가 다음 조건을 만족시키면, 단사 사상이라고 한다.
- 임의의 대상 {\displaystyle Z} 및 사상 {\displaystyle g_{1},g_{2}\colon Z\to X}에 대하여, 만약 {\displaystyle f\circ g_{1}=f\circ g_{2}}라면 {\displaystyle g_{1}=g_{2}}이다.
{\displaystyle Z{\overset {g_{1}}{\underset {g_{2}}{{}\rightrightarrows {}}}}X\xrightarrow {f} Y}

### 정규 단사 사상
영 사상을 갖는 범주 {\displaystyle {\mathcal {C}}}에서, 어떤 사상 {\displaystyle f\colon X\to Y}의 핵 {\displaystyle \ker f\colon K\to X}으로 나타내어질 수 있는 사상을 정규 단사 사상이라고 한다. 정규 단사 사상은 항상 단사 사상이다. 이 개념은 군론에서의 정규 부분군의 개념의 일반화이다.

### 강한 단사 사상
범주 {\displaystyle {\mathcal {C}}}에서, 강한 단사 사상(強-單射寫像, 영어: strong monomorphism)은 모든 전사 사상에 대하여 오른쪽 유일 올림 성질을 만족시키는 단사 사상이다. 즉, 단사 사상 {\displaystyle i\colon A\to B}가 다음 조건을 만족시킨다면 강한 단사 사상이라고 한다.
임의의 가환 사각형
{\displaystyle {\begin{matrix}X&{\xrightarrow {\pi }}&Y\\\downarrow &&\downarrow \\A&{\xrightarrow[{i}]{}}&B\end{matrix}}}
에서 {\displaystyle \pi }가 전사 사상이라면, 다음 그림을 가환하게 하는 유일한 대각 사상 {\displaystyle Y\to A}가 존재한다.
{\displaystyle {\begin{matrix}X&{\xrightarrow {\pi }}&Y\\\downarrow &{\scriptstyle \exists !}\swarrow &\downarrow \\A&{\xrightarrow[{i}]{}}&B\end{matrix}}}

### 극단 단사 사상
범주 {\displaystyle {\mathcal {C}}}의 단사 사상 {\displaystyle f\colon X\to Y}가 다음 조건을 만족시키면, 극단 단사 사상(極端單射寫像, 영어: extremal monomorphism)이라고 한다.
- 임의의 대상 {\displaystyle Z} 및 전사 사상 {\displaystyle g\colon X\to Z} 및 사상 {\displaystyle h\colon Z\to Y}에 대하여, 만약 {\displaystyle f=h\circ g}라면 {\displaystyle g}는 동형 사상이다.
{\displaystyle {\begin{matrix}X\\{\scriptstyle g}\downarrow &\searrow \scriptstyle f\\Z&{\xrightarrow[{h}]{}}&Y\end{matrix}}}

## 성질

### 함의 관계
다음과 같은 포함 관계가 성립한다.
동형 사상 ⊆ 유효 단사 사상 ⊆ 정칙 단사 사상 ⊆ 강한 단사 사상 ⊆ 극단 단사 사상 ⊆ 단사 사상
동형 사상 ⊆ 분할 단사 사상 ⊆ 정칙 단사 사상 ⊆ 강한 단사 사상 ⊆ 극단 단사 사상 ⊆ 단사 사상
동형 사상 = 단사 사상 ∩ 극단 전사 사상 = 전사 사상 ∩ 극단 단사 사상
분할 단사 사상이 정칙 단사 사상인 이유는 분할 단사 사상 {\displaystyle f\colon X\to Y} 및 그 왼쪽 역사상 {\displaystyle r\colon Y\to X}이 주어졌을 때 {\displaystyle f=\operatorname {eq} \{f\circ r,\operatorname {id} _{Y}\}}이기 때문이다.

### 연산에 대한 닫힘
단사 사상의 합성은 단사 사상이다. 극단 단사 사상의 합성은 극단 단사 사상일 필요가 없다. 예를 들어, 다음과 같은 그림으로 나타낸 범주를 생각하자.
{\displaystyle {\begin{matrix}A&\xrightarrow {f} &B&{\overset {g}{\rightrightarrows }}&C&\rightrightarrows &D\\&\searrow &&\nearrow \\&&E\end{matrix}}}
이 범주에서 {\displaystyle f}와 {\displaystyle g}는 극단 단사 사상이지만, {\displaystyle g\circ f}는 극단 단사 사상이 아니다.
단사 사상은 당김의 특수한 경우이므로, 당김을 보존하는 함자에 대한 상에 의하여 보존된다. 단사 사상은 충실한 함자에 대한 원상에 의하여 보존된다.

### 요네다 매장
요네다 매장을 통하여, 단사 사상의 조건을 준층 범주에서 해석할 수 있다. 즉, 국소적으로 작은 범주 {\displaystyle {\mathcal {C}}} 속의 사상 {\displaystyle f\colon X\to Y}에 대하여, 다음 세 조건이 서로 동치이다.
- {\displaystyle f}는 단사 사상이다.
- 임의의 대상 {\displaystyle Z}에 대하여, 사상 집합 사이의 함수 {\displaystyle (f\circ )\colon \hom _{\mathcal {C}}(Z,X)\to \hom _{\mathcal {C}}(Z,Y)}는 단사 함수이다.
- 준층 토포스 {\displaystyle \operatorname {PSh} ({\mathcal {C}})}로 가는 요네다 매장 함자 {\displaystyle \hom _{\mathcal {C}}\colon {\mathcal {C}}\to \operatorname {PSh} ({\mathcal {C}})}아래서, {\displaystyle f}의 상 {\displaystyle (f\circ )\colon \hom _{\mathcal {C}}(-,X)\to \hom _{\mathcal {C}}(-,Y)}은 준층 토포스에서의 단사 사상이다.

### 반대 범주
범주 {\displaystyle {\mathcal {C}}}의 단사 사상은 그 반대 범주 {\displaystyle {\mathcal {C}}^{\operatorname {op} }}의 전사 사상이다.

## 예
구체적 범주 {\displaystyle {\mathcal {C}}\to \operatorname {Set} }에서, 함수로서 단사 함수인 사상은 단사 사상이다. 그러나 그 역은 일반적으로 성립하지 않는다. 다만, 만약 자유 대상이 존재한다면, 즉 망각 함자 {\displaystyle {\mathcal {C}}\to \operatorname {Set} }의 왼쪽 수반 함자 {\displaystyle \operatorname {Set} \to {\mathcal {C}}}가 존재한다면, 그 역 또한 성립한다. 특히, 대수 구조 다양체의 범주의 경우, 항상 자유 대수 구조가 존재하므로 모든 단사 사상은 단사 함수이다.
여러 구체적 범주에서, 단사 사상들은 단사 함수인 준동형이다.
- 군의 범주에서, 단사 사상은 단사 함수인 군 준동형이다.
- 환의 범주 {\displaystyle \operatorname {Ring} }에서, 단사 사상은 단사 함수인 환 준동형이다.

그러나 이는 항상 성립하지 않는다.
- 나눗셈군과 군 준동형의 범주에서, 몫군 사상 {\displaystyle \mathbb {Q} \to \mathbb {Q} /\mathbb {Z} }는 단사 함수가 아니지만 단사 사상이다.

체의 범주에서는 모든 사상(체의 확대)이 단사 사상이다.

### 집합의 범주
집합과 함수의 토포스에서는 다음이 성립한다.
- 단사 사상은 단사 함수이다.
- 단사 사상 · 정칙 단사 사상 · 유효 단사 사상의 개념이 일치한다.

(이 범주에서는 영 사상이 존재하지 않아, 정규 단사 사상을 정의할 수 없다.)

### 군의 범주
군과 군 준동형의 범주 {\displaystyle \operatorname {Grp} }에서는 다음이 성립한다.
- 단사 사상은 단사 함수인 군 준동형이다.
- 정규 단사 사상은 정규 부분군의 포함 준동형이다.
- 단사 사상 · 정칙 단사 사상 · 유효 단사 사상의 개념이 일치한다.

### 벡터 공간의 범주
체 {\displaystyle K} 위의 벡터 공간과 선형 변환의 아벨 범주 {\displaystyle \operatorname {Vect} _{K}}에서는 다음이 성립한다.
- 단사 사상은 단사 함수인 선형 변환이다.
- 단사 사상 · 정규 단사 사상 · 정칙 단사 사상 · 유효 단사 사상의 개념이 일치한다.

### 위상 공간의 범주
위상 공간과 연속 함수의 범주 {\displaystyle \operatorname {Top} }에서는 다음이 성립한다.
- 단사 사상은 단사 함수인 연속 함수이다.
- 정칙 단사 사상은 위상 공간의 매장이다. 즉, 정의역과 치역 사이의 위상 동형을 정의하는 단사 연속 함수이다. 모든 정칙 단사 사상은 유효 단사 사상이다.

(이 범주에서는 영 사상이 존재하지 않아, 정규 단사 사상을 정의할 수 없다.)

## 같이 보기
- 매장 (수학)
- 부분 대상과 몫 대상

## 참고 문헌
- Mac Lane, Saunders (1998). 《Categories for the working mathematician》. Graduate Texts in Mathematics (영어) 5 2판. Springer. doi:10.1007/978-1-4757-4721-8. ISBN 978-1-4419-3123-8. ISSN 0072-5285. MR 1712872. Zbl 0906.18001.